# 格拉摩根谷 (英國國會選區)
格拉摩根谷（英語：Vale of Glamorgan），英國國會一郡選區，位於威爾斯南部的格拉摩根谷。始設於1983年。
該區是工黨和保守黨爭持的選區。2010年大選中，保守黨的阿龍·凱恩斯以41.8%選票勝出該區當選。